# Ludwig Jungermann
Ludwig Jungermann (1572-1652) (* Leipzig, 4 de Julho de 1572 - Leipzig, 7 de Junho de 1653) foi médico e botânico alemão.  Junto com o médico e também botânico Basilius Besler publicou em 1613 a obra Hortus Eystettensis (Jardim de Eichstätt), um catálogo de todas as plantas do jardim do príncipe-bispo Johann Conrad von Gemmingen (1561-1612)

## Biografia
Seu pai Caspar Jungermann (1531-1606) foi Professor de Direito da Universidade de Leipzig, e sua mãe Ursula Camerarius (1539-1604) era filha do humanista alemão Joachim Camerarius, O Velho (1500-1574), contemporâneo e amigo de Philipp Melanchthon (1497-1560). Depois de estudar Medicina de 1614 a 1625 Jungermann foi Professor de Anatomia e Botânica em Gießen. Em 1616, ele recusou a cadeira de Botânica, em Londres, como sucessor de Matthias Lobelius, na mesma época ele recusou duas ofertas nas Universidades  de Rostock e de Rinteln. Em Gießen ele criou um jardim de plantas medicinais (que ele chamava de Hortus Medicus), que é ainda um dos jardins botânicos mais antigos da Alemanha.
Em 1625, ele aceita ensinar anatomia e botânica em Altdorf, perto de Nuremberg onde ele também fundou um Jardim Botânico. Dentre suas obras podemos mencionar a Cornucopiae Florae Giessensis et Catalogus herbarum circa Giessam.  Em associação com Basilius Besler (1561-1629) ele publicou a obra Hortus Eustettensis.
Carl von Linné (1707-1778) dedicou a ele uma espécie de plantas hepáticas a quem chamou de Jungermannia. Heinrich Bernhard Rupp (1688-1719), um botânico de Gießen, batizou com o seu nome uma ordem de plantas a quem chamou de Jungermananniales.

## Obras principais
- Ludwig Jungermann Catalogus plantarum quase circa Altorficum Noricum proveniunt. Publicado por Mauritius Hoffmann, 1615.
- Hortus Eystettensis (Jardim de Eichstätt), esta obra levou dezesseis anos para ser concluída (o príncipe-bispo Johann Conrad von Gemmingen (1561-1612) que solicitou que fosse feito um inventário das plantas de seu jardim, morreu pouco antes de seu lançamento) e foi publicada em 1613 por Basilius Besler e Ludwig Jungermann.
- Cornucopiae Florae Giessensis et Catalogus herbarum circa Giessam